# 夢色パティシエール
『夢色パティシエール』（ゆめいろパティシエール）は、松本夏実による日本の漫画作品、および、その漫画作品を原作としたテレビアニメである。公式での略称は『夢パティ』。

## 概要
『りぼん』（集英社）にて、2008年10月号から2011年7月号まで連載された。また、『りぼん』2012年5月号に読み切り作品『夢色パティシエール -ア・ラ・カルト-』が掲載、その後『りぼん大増刊号』に掲載先を移籍して連載した。テレビアニメが2009年10月4日から2010年12月26日まで放送された（詳細は後述）。
第56回（平成22年度）小学館漫画賞児童向け部門受賞作品。

## あらすじ
スイーツが大好きな中学生・天野いちごは、その味覚や感受性の鋭さを一流パティシエのアンリ・リュカスに買われて製菓専門学校の聖マリー学園へとスカウトされた。それまで自身には何の取り柄もないと思っていた天野いちごだったが、アンリに認められたことで聖マリー学園日本校への編入を決めた。しかし天野いちごに製菓の経験はほとんどなく、その腕も未熟であった。聖マリー学園中等部2年への編入と、他の生徒は既に1年以上学園での実習を積んでいたこともあり、周囲との製菓の技量の差は歴然としていた。また聖マリー学園日本校は全寮制であるために彼女はホームシックにも陥った。それでもパティシエールになることを諦めなかった天野いちごはスイーツ精霊のバニラと出会い、パートナーとなった。その後も経験不足などからくる様々な失敗を経験しつつも、天野いちごは持ち前の味覚の鋭さなどを武器に、スイーツ精霊やスイーツ王子たちと共に成長を遂げていった。そのなかで「ケーキグランプリ」に出場して優勝すればパリへの留学が叶うため、高等部の強敵たちを相手に奮闘し、着実に実力を上げていくのだった。

## 登場人物・キャラクター
登場人物のネーミング（主に名字）はお菓子や調味料や味の名前からつけられている。「声」はアニメ版における担当声優。

### 聖（セント）マリー学園
天野 いちご（あまの いちご）
声 - 悠木碧
パートナー：バニラ
本作の主人公。1月5日生まれ。14歳。身長152cm。血液型はO型。神奈川県出身。Aグループ（チームいちご）のリーダー。スイーツフェスタで出会ったアンリ・リュカスの推薦で聖マリー学園日本校中等部2年のAグループに編入。スイーツ作りの経験は不足していたが、徐々に鋭い味覚と感受性を生かした力を発揮する。パティシエールを目指す理由はフランス土産の菓子を食べ感動を覚えたこと（アニメ版では小さい頃に亡き祖母の菓子を食べ感動したことに変更された）。アニメ版ではよく階段で転ぶなどドジな面が強調された。アニメ二期では樫野と密かに交際する仲にまで進展しているが、周囲からはバレバレであった。
ケーキグランプリ後は、アンリの紹介でサロン・ド・マリーで働く。その後、聖マリー学園本校に留学するため、フランスに渡った。卒業後もフランスに残り、樫野と共にパリに菓子店『ル・レーヴ・クルール』を開店。その5年後、樫野と結婚した。
字幕放送の色は黄色。
樫野 真（かしの まこと）
声 - 岡本信彦
パートナー：ショコラ
4月18日生まれ。14歳。身長160cm。血液型はB型。聖マリー学園中等部2年生。Aグループ（チームいちご）に所属。チョコレートを用いた分野を得意とし、花房・安堂と共に「スイーツ王子」と呼ばれている。安堂とは幼馴染。技術的な部分については自他共に厳しく、感情表現は不器用である。背が低いことを気にしている。和菓子作りは不得手。また、「お嬢」（小城美夜）のようなタイプの女性は苦手である。先祖代々続いている医者の家で育ったため、両親には幼い頃から医者になるように言われている。卒業まで首席を取り続けることを条件に聖マリー入学を渋々許可されており、一度でも成績を落とせば退学させられることから、学業もトップで卒業し一流の店を持つと心に決めていた。アニメ二期ではいちごと密かに交際する仲に進展しており、最終話で彼女にプロポーズした。
聖マリー学園本校留学のためにフランスに渡航し、卒業後はいちごと共にル・レーヴ・クルールを開店。その5年後には最年少でショコラティエの賞を受賞し、いちごと結ばれた。
字幕放送の色は青色。
安堂 千乃介（あんどう せんのすけ）
声 - 浜添伸也
パートナー：キャラメル
2月25日生まれ。14歳。身長175cm。血液型はA型。聖マリー学園中等部2年生。Aグループ（チームいちご）に所属。5人兄弟姉妹の長男で和菓子屋『夢月』の跡取り息子だが洋菓子が大好きで、夢は実家の隣に和洋を組み合わせた新しい発想の商品を並べる店を出すことである。そのため、作品には洋菓子であっても和のテイストを取り入れることを好むと同時に得意とする。性格は優しく人当たりが良い。その反面、多額の賞金が懸かった事柄にテンションを上げたり、キャラメルが強制送還された際には困惑する様子を見せていた。聖マリー学園本校卒業後は大手ホテルのシェフになっており、後にいちごの後押しもあってブランシュと交際するようになる。さらにその5年後には念願の和洋スイーツ店を開店した。
アニメ2期ではいちごから刺激を受けて聖マリー学園に休学届けを出し、花房と共に夢に向かって歩き出した。ジョニーのチーム脱退後は助っ人として新・チームいちごに加わる。その後日本代表としてマリーズ・ガーデンにて和菓子の『夢月』支店を開店する。学校では樫野と同じく高等部2年に特進しているが、樫野とは別クラスとなる。
花房 五月（はなぶさ さつき）
声 - 代永翼
パートナー：カフェ
10月2日生まれ。14歳。身長167cm。血液型はAB型。聖マリー学園中等部2年生。Aグループ（チームいちご）に所属。美しいデザインのケーキ作りを得意とする一方で、その装飾である飴細工も得意とする。夢は華道家の母・弥生と共同で衣食住のコーディネーターになること。自らのモテぶりに自覚的なフェミニストで、いちごからは「ナル男」と評されているが、美の追究と菓子作りに対する姿勢は真摯である。安堂の弟である一太にはナル男と呼ばれる。バラ専門の園芸家だった亡き父親（声：緑川光）の遺品の「ダマスクローズの天然ローズウォーター」を肌身離さず持ち歩いており、ケーキグランプリ予選第1回戦で「家族」のテーマが出た時はこれを使ったバラのケーキを作った。聖マリー学園本校卒業後はディナーやディスプレイのコーディネート業を初め、その5年後にはブライダルサロンを開店。麻里とアンリの結婚式の主催も担当した。二人称は「君」。
アニメ2期では安堂と同様の理由で聖マリー学園に休学届けを出し、安堂と共に夢に向かって歩き出した。彼もジョニーのチーム脱退後は助っ人として新・チームいちごに加わる。
山岸 れもん（やまぎし れもん）
声 - 伊瀬茉莉也
パートナー：ミント
アニメにのみ登場。聖マリー学園中等部1年生。ケーキグランプリ中等部予選・準々決勝戦でいちごたちと対戦するチームれもんのリーダー。可愛らしく一見素直な性格に見えるが、知略に長け、いちごとのフルーツゼリー対決ではいちごにキウイを選ぶよう持ちかけ知識のなかったいちごを罠にかけピンチに陥れている。海外在学中に天賦の才ゆえか高い技術を持つが、纏まり過ぎているとアンリに指摘される。その際に彼の口から名前が出たいちごに興味を持ち、パリの本校から転校してきた。敗北後、チームは空中分解したもののいちごに励まされ、パリに戻ってもう一度初心に帰ってアンリの教えを請うことを決め、そのことを気に入ったミントが精霊として付くことになる。その後パリ本校でいちごたちと再会するが、皮肉にも世界ケーキグランプリ第1試合でいちごたちと再び対戦することとなる。聖マリー学園パリ本校で、優秀だったため特進で高等部1年に進級する。いちごたちとはチームメイトとなる。
ジョニー・マクビール
声 - 陶山章央
パートナー：メイズ
アニメ2期に登場。聖マリー学園高等部1年生。Aグループ（新チームいちご）に所属。小城美夜の従姉弟。クラスの中ではトップの腕前を持つが、テンションが高く馴れ馴れしい性格をしている。特にいちごやれもんには馴れ馴れしく、そのことで樫野からライバル視されている。背が高く、樫野を腕枕代わりにしたりと子ども扱いしている。いちごやれもんに対し失礼を働くとメイズに一喝されており、彼女には頭が上がらない。マリーズガーデンでは、新チームいちごとして活動していたが、従姉妹である小城美夜が仕掛けた勝負ではその利害関係から美夜の側に付く。
加藤 ルミ（かとう ルミ）
声 - 児玉明日美
9月11日生まれ。14歳。身長158cm。血液型はB型。聖マリー学園中等部2年生。Cグループの代表。いちごとは学生寮のルームメイト。頼れる姉御肌。大阪府出身。関西弁で話す。フランス語を苦手とし基礎はできているものの、応用力に欠く。「スイーツ王子」の名は彼女が付けた。遠距離恋愛だが「タクヤ」という彼がいる。アニメでは高等部1年に進級後はいちごたちとチームメイトになるものの、アンリのプロジェクトや新・チームいちごには参加していない。

#### 中等部2年
中島 いくえ（なかじま いくえ）
声 - 永田依子
いちごたちのクラスメイトで Bグループ代表、技術的には高い実力を持ち、どんな菓子も作れるオールラウンダーの技量を持っている。しかし、勝利のためには手段を選ばず、幼稚園に持っていくためのいちごたちの作るケーキのデザインをそのまま盗用するなど、フェアではない手段を選択することもある。ケーキグランプリ決勝の対チーム天王寺戦ではいちごの成長とその直向さ・努力を認め、感情としては素直に表に出さないものの、アドバイスという形で作品の完成に協力する。
佐山 ちなつ（さやま ちなつ）
声 - 咲乃藍里
いちごたちのクラスメイト。Bグループに所属しており、実力をともなわずAグループに入ったいちごを嫉んでいる。アニメでは高等部1年に進級後、サロン・ド・マリーのウェイトレスをしている。
三原 りえ（みはら りえ）
声 - 江里夏
いちごたちのクラスメイト。生け花を習っている。 Bグループに所属。中島と佐山と同じく編入時にAグループに入ったいちごを嫉み、いちごが作ったりんごの誕生ケーキの試作品をカメラで撮影しデザインの盗用を助けた。
鮎川 ようこ（あゆかわ ようこ）
声 - ささきのぞみ
いちごたちのクラスメイト。携帯電話で写真を撮るシーンが放送当初から継続的に描かれ印象付けられているキャラで、通称はよーこ。Bグループのメンバー内で唯一大人しく無口、笑顔を見せないなど感情がほぼ表に出ず、他の3人と対照的。ケーキグランプリでは中等部3年のチーム小城のメンバー。「シャトー製菓」のコネを得るため、美夜のアドバイサーとなり、テーマや別のチームのデータを探ったり妨害工作を行ったりした。いちごが楽しそうにスイーツを作る様子を見て、「楽しいだけではパティシエールになれない＝夢を叶えられない」と言い放つなど「執念こそが勝利に繋がる」という現実的な思考を持っている。樫野が小城チームに入った際に補欠に回されるが、スイーツ作りのスキルは高く、影では毎晩欠かさず独りで練習に打ち込むなど技術の習得に熱心な努力家である。その実力や姿勢には樫野も一目置き、樫野が小城のチームからいちごのチームへ戻る際に一役買うことになった。
小泉 かなこ（こいずみ かなこ）
声 - 佐藤聡美
いちごたちのクラスメイトでCグループに所属。青森県出身。アニメではぴよぴよ幼稚園の園児・りんごの姉で、妹のためにいちごたちが作ったケーキをきっかけにいちごと仲良くなる。安堂に好意を寄せている。アニメでは高等部1年に進級後は、安堂千乃介の『夢月』支店のスタッフとして森ミキと神田さゆりと共に接客の手伝いをしている。姉妹ともども祖母の手作りの焼きリンゴが好物。
森 ミキ（もり ミキ）
声 - 三澤紗千香
聖マリー学園中等部2年生。いちごたちのクラスメイトでCグループに所属。かなこと仲が良い。ミーハーな一面を持つ。緑色の髪が特徴。アニメでは高等部1年に進級後は、安堂千乃介の『夢月』支店のスタッフとしてかなこやさゆりと共に接客の手伝いをしている。
神田 さゆり（かんだ さゆり）
声 - 山岡ゆり
聖マリー学園中等部2年生。いちごたちのクラスメイトでCグループに所属。かなこと仲が良い。冷静で落ち着いた性格。黄色の髪が特徴。アニメでは高等部1年に進級後は、安堂千乃介の『夢月』支店のスタッフとしてかなこやミキと共に接客の手伝いをしている。
早見 エリカ（はやみ エリカ）
声 - 内田彩
アニメ第17話ではメインのエピソードで登場。聖マリー学園中等部2年生。いちごたちのクラスメイトでFグループに所属。チームメイトは中村（なかむら）（声：中村勇祐）、坂田（さかた）（声：三浦圭介）、松本（まつもと）（声：石田敏朗）。子供の頃からパティシエールを夢を持ち目指していたが、中等部1年時に技能テスト時で大きなミスを犯した結果、進級後にはFクラスへ降格された過去を持つ。一緒になったメンバーのモチベーションの低さなどに足を引っ張られ成果を出せず、パティシエールになるという意欲も失い退学を考え別の学校に転入しようかと考えた頃にいちごと出会う。製菓への情熱を思い出してもらうべくいちごは勝負を提案し、それを経てエリカはスイーツへの情熱や、自身がパティシエールを目指す理由を思い出し、再び課題に対して真剣に取り組むようになった。チームメイトもまたその真剣な姿に引っ張られる形で真面目に取り組むようになった。

#### 中等部3年
小城 美夜（こしろ みや）
声 - 矢作紗友里
パートナー：マロン
4月14日生まれ。15歳。身長156cm。血液型はB型。大手菓子メーカー・シャトー製菓の社長（声：上別府仁資）の娘で、高級車による車通学をしている。通称「オジョー（お嬢）」。入学当時より自分の家柄や地位を気にせずハッキリと物を言う樫野に好意を寄せて接近を図るが、過去に足を著しく引っ張ったことから避けられている。スイーツ作りにおいてはシャトー製菓の財力に物を言わせて材料の品質に頼る傾向があるが、2度行われたいちごとの直接対決では高級材料を使用しながらも勝利には至っていない。チーム小城のリーダー。メンバーの佐藤（さとう）（声：大原崇）と塩谷（しおたに）（声：茂木たかまさ）という忠実なる下僕（幼馴染）をいつも連れている。また、ようこを使い、敵チームの情報などを探らせている。ル・レーヴ・クルール開店の5年後はシャトー製菓の社長に就任しており、佐藤と塩谷も秘書となっていた。いちごと樫野の結婚式の際には自社製のウェディングケーキを贈呈し、いちごにエールを送った。
アニメでは聖マリー学園アンドラ公国校をシャトー製菓の力で買い取り、アンドラ公国校の代表として新たな3人のメンバー・ホセ・ミゲール・アントニオを引き連れパリ本校への留学を果たす。ジョニー・マクビールの従姉弟。高等部2年に進級後は、樫野がクラスメイトとなった。また、原作ではパートナーのマロンを突き飛ばすなどの陰湿な面もあるが、その一方で先述の通りいちごと樫野の結婚式に際してウェディングケーキとエールを送り、アニメでは聖マリー学園アンドラ校の苦学生3人を支援するなど、根は優しい。
また、ケーキグランプリで一次試験を難なく合格していたり、その後の対戦でも連勝していることから、ケーキ作りのレベルは高いと見える。
市松 健（いちまつ けん）
声 - 元村哲也
聖マリー学園高等部1年生。アニメでは中等部3年生。ケーキグランプリ初戦・中等部予選第1試合でいちごたちと対戦するチーム市松のリーダーで、性格が悪くいちごたちのチームを見下す我が強い青年。対戦相手がいちごのチームと決まった際握手を求めながら強く握り締めるなど、敵意をむき出しにする一面もある。チームメンバーは志摩礼也（しま れいや）（声：阿部敦）、横山茂、（よこやま しげる）網川了（あみかわ りょう）。4人とも中等部でありながらサロン・ド・マリーにケーキの出品を許可されるほどの実力を持つ。

#### 中等部1年
アニメにのみ登場（第20 - 21話）。チームれもんに所属するが、各々持っている素養・家柄などに奢っており、他者を見下し慇懃無礼な態度を取る傾向にある。
森野 健一（もりの けんいち）
声 - 市川利奈
父親は東京フランスレストランのオーナーシェフで、母親はパティシエール。林・九条と共にチームれもんのチームメイトではあるが、技術と出身にのみ興味を示していて人物より肩書きを重視する。その表面的な人間関係により、再試合時の「友情」のテーマを体現するに至らず敗北した。
林 ニクラス（はやし ニクラス）
声 - 村田太志
ハーフでチョコレートの本場ベルギーの帰国子女。無駄口を叩く悪癖がある。れもんに叱咤され何とか作品を完成させるものの、うわべだけのテーマに沿った内容にしかなっていなかったために敗北する。
九条 万太郎（くじょう まんたろう）
声 - 藤田圭宣
全国和菓子コンクール金賞常連店にして、老舗の京都和菓子屋「九条」の跡取り息子。その家柄を鼻にかけており、対戦の際は安堂の生家である店を侮辱し動揺を誘い勝利するものの、再戦時は挫折を乗り越えた安堂とチームいちごの「友情」の結束力の前に敗れ去る。

#### 中等部（その他）
小早川（こばやかわ）
声 - 伊東大介
アニメにのみ登場。チーム小早川のリーダー。ケーキグランプリ中等部予選・3位決定戦（準決勝でチーム吉田に敗戦し回る）でいちごたちと対戦することになったチーム。物静かで、礼儀正しい青年。チームメンバーの他の3名は無名で映像のみ登場。 チームとしての「絆」をテーマにオリジナルのデコレーションケーキを作るが、いちごたちの作る皆に対しての「絆」と感謝を込めたケーキに敗北する。
山田（やまだ）
聖マリー学園中等部の放送部員。ケーキグランプリの司会進行役を務め、調理経過による実況アナウンサーも担当した。アニメ（第20話）ではケーキグランプリの映像記録係として映像のみ登場した。花房とは友人関係である。

#### 高等部3年
天王寺 麻里（てんのうじ まり）
声 - 喜多村英梨
パートナー：ハニー
2月2日生まれ。17歳。身長165cm。血液型はA型。「天王寺グループ（てんのうじ-）」を経営するホテル王の娘。聖マリー学園の生徒会長で、海堂とは幼馴染。アンリの愛弟子。チーム天王寺のリーダー。製菓の実力は高く、学生でありながらすでに高い技術を身につけており、生徒たちの憧れの対象となっている。アンリに認められたいちごと正面から勝負をしたいと願っている。後にあるファッションブランドの富豪と強制的に結婚させられそうになるが、いちごたちの活躍もあってアンリと結婚する形になった。
アニメではケーキグランプリ高等部本選・決勝戦（原作では準決勝戦）でいちごたちと対戦することになり1点差で優勝するが、準決勝でフランソワとの対決の際にミスをしてしまい、チーム天王寺は敗退。卒業後はニューヨークに住み、パリのパティスリーで修行していた。その後はアンリのプロジェクトに参加しショップを任されている。なお、髪型の設定が前作のロングからショートに大幅に変更された。
海堂 留衣（かいどう るい）
声 - 越田直樹
パートナー：アマンド
2月25日生まれ。18歳の次男。身長181cm。血液型はA型。貿易商の息子。聖マリー学園の生徒副会長で、天王寺とは幼馴染。チーム天王寺の一員。天王寺の右腕とも言われ絶大な信頼を寄せている。
冴木 亮（さえき りょう）
パートナー：シュガー
9月15日生まれ。18歳。身長174cm。血液型はAB型。料理評論家の息子。チーム天王寺の一員。冷静で分析力に長けている。アニメでは映像のみの登場。
滝川 玲二（たきがわ れいじ）
パートナー：シナモン
6月23日生まれ。18歳。身長172cm。血液型はB型。情報通で、バイクが趣味。チーム天王寺の一員。一度食べた味を再現するのが得意。実家が老舗フランス菓子店の息子。「夢月」の大福の大ファン。アニメでは映像のみの登場。
杉野 一彦（すぎの かずひこ）
パートナー：サレ
誕生日は12月1日。18歳。身長180cm。血液型はAB型。石川県出身。チーム杉野のリーダー。かなりの自信家で、独創的なケーキを作る。去年のケーキグランプリでは3位だった。ケーキグランプリ3回戦では、夏希達やいちごたちを追い抜いて余裕で勝ち抜き、準決勝で夏希たちと対戦することになる。アニメでは未登場。

#### 高等部1年
新垣 夏希（あらがき なつき）
声 - 加藤英美里
パートナー：オランジュ（オレンジ）（33話）
8月16日生まれ。16歳。身長167cm。血液型はO型。チーム夏希のリーダー。沖縄出身。トロピカルフルーツなどをはじめとする、フルーツの扱いのことなら、学園で右に出るものはいない。またRIBON（リボン）乳業デザートコンテスト金賞受賞の実力者でもある。褒められるとフルーツを沢山プレゼントしたり、いちごたちとの対戦用の試作品のミルフィーユをいちごに味見させ感想を求めるなど、豪快でオープンな性格。率直でスイーツに対して情熱を持っているいちごとは意気投合し、仲良くなったが、皮肉にもケーキグランプリ2回戦（アニメでは高等部本選・準決勝）で対戦することになる。フルーツをメインにした課題となり、チーム夏希としては得意分野であることで恐るべき強敵となるが、同点による引き分けで両チームの3回戦出場が認められる（アニメではいちごたちに敗れる）。さらに3回戦を勝ち抜き準決勝で杉野たちと対戦することになる。美果・エミ・リナとは幼なじみ。実家が沖縄フルーツ農園。感情が昂ると相手の背中を叩く癖がある。
知念 美果（ちねん みか）
声 - 桑谷夏子
パートナー：ピーチ（33話）
7月11日生まれ。16歳。身長160cm。血液型はB型。Eカップ。チーム夏希の一員。実家はフルーツ農園。特技はダンス。花房に「バラ王子」、安堂に「メガネ王子」、樫野に「プチ王子」など、特徴を捉えた渾名を付けている。
上原 エミ（うえはら エミ）
パートナー：チェリー（33話）
6月6日生まれ。16歳。身長155cm。血液型はAB型。リナと双子。チーム夏希の一員。実家はフルーツ農園とアイスクリーム店を経営。何かと行動も発言も息ピッタリの双子。髪色が濃いのが特徴（向かって右側）。32話でバナナを持っていた方。
上原 リナ（うえはら リナ）
パートナー：ブラックチェリー（33話）
6月6日生まれ。16歳。身長155cm。血液型はAB型。エミと双子。チーム夏希の一員。髪色が薄いのが特徴（向かって左側）。32話で西瓜を持っていた方。

#### 高等部・中等部（その他）
立花 あずき（たちばな あずき）
声 - 藤村歩
アニメにのみ登場（第31話）。聖マリー学園高等部。カントリーガールズ（チーム立花）のリーダー。ケーキグランプリ高等部本選・第1試合でいちごたちと対戦する相手。自然派を謳い文句とするオーガニッククッキーを得意とする。いちごとの対戦では「雅」という得意とする食材の特性に対して不向きなテーマに苦慮するが、長らく使用していたオーガニック素材をケーキグランプリで使うことを決め、孔雀のオーガニックスイーツを完成させる。しかし、華やかさを出すため、本番で急遽羽の枚数を増やしたことから羽の重さに耐えられなかった土台は崩れ、技術点と芸術点が大幅に減点されて敗北することとなった。それを不慮のハプニングと考えたいちごは再対戦の申し出を審査員に行おうとしたが、それを制止し、自ら潔く負けを認めた。
安堂とは以前に面識がある。
よもぎ
声 - 七瀬亜深
アニメにのみ登場（第31話）。聖マリー学園高等部。カントリーガールズ（チーム立花）の一員。立花の右腕的存在ではあるが、立花に押しの発言をされると思ったことが言えなくなるなど弱い一面を持っている。オーガニックに拘らないことを立花に提案するが、立花の信念に負け提案を受け入れる。目が細いため閉じているように見える。なおチームメンバーの他2名は無名で映像のみの登場となる。
高城（たかぎ）
パートナー：バター
聖マリー学園高等部。チーム高城のリーダー。ケーキグランプリ3回戦で、いちご・天王寺・夏希・杉野・小城・その他3チームを含むハロウィーン祭にちなんで屋台での対戦競技となる。順調に店の売り上げを伸ばすが、最後でいちごたちや小城たちに突き離され、売り上げ4位に届かず敗北する。アニメでは未登場。
ジュリ（ジュリアン）
パートナー：シャンティ
宮廷関係者を参照。正体はスイーツ王国の王子。アニメでは未登場。

### 聖マリー学園・パリ本校
原作とアニメ両方に登場する人物はいない。パリ本校では生徒たちすべてにスイーツ精霊が付いている（原作では不明）。
アニメオリジナル
リカルド・ベニネ（リック）
声 - 杉田智和
パートナー：バジル
40話から登場。聖マリー学園の留学生。パリ本校の代表者で、通称リック。イタリア人。世界ケーキグランプリ第1試合で、いちごたちと対戦するチームリカルドのリーダー。いちごが地下鉄駅構内で迷子になっていた時に知り合った。いちごに対し馴れ馴れしい所があり、スイーツ王子から敵視され「チャラ男」と言われている。雰囲気が五月に似ているらしい。チームメイトはエリザベス・クララ・れもん。アニメ2期では麻里のショップのスタッフの一員となる。天王寺麻里の良き理解者となっている。
クララ・ハント
声 - 石原夏織
パートナー：エストラゴン（タラゴン）
40話から登場。ドイツ出身。リカルドのチームメイト。学年No.1の成績で、統計学が得意なチームのブレイン。
エリザベス（エリ）
パートナー：ローリエ
40話から登場。イギリス出身。リカルドのチームメイト。
実家が香水屋で鼻が良い。れもんからは香りのソムリエと言われている。
ホセ・ドミンゴ
声 - 峯暢也
40話から登場。聖マリー学園アンドラ公国校の留学生。小城のチームメイト。小城のシャトー製菓の力により聖マリー学園アンドラ公国校を買い取られてしまい、その後は小城のチームメイトとなった。チームメイトはアントニオ・バンゲリス（声：平田佳祐）・ミゲール・サンチャゴ（声：越田直樹）。ホセは興奮すると牛のように突進する癖があり、ミゲールは感動すると踊り出す癖がある。
フランソワ・アジャーニ（フランソワ）
声 - 井上麻里奈
40話から登場。聖マリー学園・パリ本校の代表者。通称フランソワ。世界ケーキグランプリ準決勝で、チーム天王寺を破ったチームフランソワのリーダー。アンリ以来の天才と噂されており、創作したスイーツは宮廷レシピに選ばれるほど。チームメイトはドミニク・ダリュー（声：寿美菜子）・ケイティ・キャプシーヌ（声：日笠陽子）・イザベラ・アントネッティ。彼女たちはアンリがヨーロッパ各地の聖マリー学園の分校を訪ねてスカウトしたエリート中のエリートである。世界ケーキグランプリ決勝戦の2回戦と共にチームいちごと引き分けるが、代表戦のいちごとの最終決戦において審査員の好みに応じて「いちごタルト」の味を一つ一つ変えたいちごの心使いに敗れる。
原作のみ
マチルダ
パートナー：フロマージュ
聖マリー学園・パリ本校の生徒。ジュリアンの立太子式にケーキを出品する代表者として選ばれた内の1人で、4人の紅一点。昨年のスイーツ王国の女王の誕生日にて、ピエスモンテを作って褒賞された。
ジャン
パートナー：ペパー
聖マリー学園・パリ本校の生徒。ジュリアンの立太子式にケーキを出品する代表に選ばれた1人で、端正な顔付きの男子生徒。
ジョルジュ
パートナー：タイム
聖マリー学園・パリ本校の生徒。ジュリアンの立太子式にケーキを出品する代表に選ばれた1人で、眼鏡をかけた長髪の男子生徒。
カミュ
パートナー：コアントロー
聖マリー学園・パリ本校の生徒。ジュリアンの立太子式にケーキを出品する代表に選ばれた1人で、女性的な顔付きの男子生徒。

### 聖マリー学園の講師・先生
アンリ・リュカス (Henri Lucas)
声 - 岸尾だいすけ
2月14日生まれ。26歳。身長178cm。血液型はO型。
聖マリー学園の講師。日本校では高等部を担当。フランスの著名なケーキ店「マリーレーヌ」の創業者マリー・リュカスの曾孫でもある。いちごの味覚の鋭さと感受性の豊かさに着目し学園にスカウトし、いちごを今の道へ進ませる切っ掛けを作った人物。現在の業界には行き詰まりを感じており、上昇志向が強く、業界全体の新しい発展を目指している。その姿勢はストイックであり、審査員をする際に、驕りや妥協、気の緩みが見えた者には容赦なくその問題点を突きつけ、採点自体も非常に厳しく行う。それは自分が目をかけた者にも等しく、弟子である麻里やフランソワであっても、プロジェクトから外したり、テストのために試合の外で一芝居打つなどの工作にも及び、優れた発想・技術・姿勢を冷静に評価する反面、その目的や審査・査定のためであれば、相手の感情・心情を考慮しないような人選・行動を採ることも多い。後に成り行きで麻里と結婚する。
いちごの祖母とは生前に面識がある。
森山 正臣（もりやま まさおみ）
声 - 塚田正昭
誕生日は5月8日。62歳。身長163cm。血液型はA型。
聖マリー学園の理事長。夜釣りが趣味。ビターな味を好む。性格は温厚で、「ふぉふぉ」と笑う。生徒の実習生らを温かく見守り、時には助言をしたりする。ケーキグランプリでは審査員を務め持ち前の鋭い味覚で公平な審査を行う。
辛島先生（からしませんせい）
声 - 遠藤大輔
聖マリー学園の講師でシビアな性格をしている。ケーキグランプリで中等部から大量にエントリーが寄せられたため、参加するためにチーム全員がパスすることを必須とする製菓の基礎テスト実施を提案した。ケーキグランプリでは審査員を務め公平な審査を行う。アニメ2期ではいちごたちのクラスを担当。
飴屋乃梨子（あめや のりこ）
声 - 藤堂真衣
誕生日は8月17日。身長171cm。血液型はB型。
聖マリー学園の講師。いちごたちのクラスの実習を担当。
ケーキグランプリでは審査員を務めている。アニメでは聖マリー学園の卒業生で、ケーキグランプリ決勝戦近くまで行った経験を持つ。在学当時、ケーキグランプリ準決勝まで勝ち抜いたものの、プレッシャーに負け、普段の授業をおろそかにしたことで、本番のテンパリングに失敗するという苦い経験を持つ。
その経験から、「付け焼き刃の高い技術」よりも「基礎的な当たり前の技術をどんな時でもきちんとできるよう身につけること」の大切さを授業では遠まわしに説き、教え子であるいちごたちの試合を影から応援した。
花房弥生先生（はなぶさ やよい せんせい）
声 - 高口幸子
聖マリー学園の華道の講師を務める。五月の母親でもある。
フランス語の先生
声 - 大原崇
聖マリー学園の講師。
数学の先生
声 - 藤吉浩二
聖マリー学園の講師。
保健の先生
声 - 中原日菜
聖マリー学園の先生。樫野とは面識がある。
霧島春江・寮長（きりしま はるえ・りょうちょう）
声 - 冬馬由美
アニメにのみ登場。一彦の妻。聖マリー学園の女子寮の寮長で、聖マリー学園の卒業生。当時パティシエール志望であったが、在学中に男子寮寮長の霧島一彦に恋をする。なかなか告白できずにいたが、卒業後に女子寮が作られるのを知ったことを切っ掛けに卒業時に思い切って告白する。それまで歩んでいたパティシエールの道を一彦や学園にやって来る生徒達にスイーツを振舞うことに変え、一彦と結婚して学生寮寮長としての道を選んだ。特にバウムクーヘンは2人が結ばれる切っ掛けとなった大切な思い出のスイーツで、また自家製の手作りバウムクーヘンを作る工夫を体得している（いわゆる「生活の知恵」であり、いちごに作り方を授けた）。
霧島一彦・寮長（きりしま かずひこ・りょうちょう）
声 - 松山鷹志
アニメにのみ登場。春江の夫。聖マリー学園の男子寮の寮長。
バウムクーヘンが好物で、昔は甘党だったが現在はビター好みに変わった。息子の勧めで、退職を機に息子の家族と暮らすことを妻の春江に切り出すが、春江がその答えとしてバウムクーヘンを一彦に差し出す。ただ食し（単なる味見と思い込んでいた）、春江の欲しい返事をしなかったために、春江の怒りに触れ夫婦喧嘩を引き起こすが、最後の最後でいちごたちのおかげで仲直りができた。
ムッシュー・レオン (Monsieur Léon)
声 - 川原慶久
パリの有名ショコラティエ。美夜専属の先生（シャトー製菓との義理を果たすため）。
ケーキグランプリ初戦・準決勝戦を見学しに来ていた。その折、樫野のチョコレート作りの技術を認めている。アニメにのみ登場。
モーリス
声 - 阿部敦
美夜専属の先生。女性顔にして美男子。レッスンの際には厳しく短気な一面を見せ、スパルタ指導を行う。オネエ風の口調で話す。アニメにのみ登場。
フランス理事長
声 - 野沢雅子（42話）
世界ケーキグランプリでは審査員を務め、公平な審査を行う。

### 主要人物の家族構成

#### 天野家
天野 しげる（あまの しげる）
声 - 大原崇
いちごの父親。美術の先生。二人の娘を大変可愛がっており、いちごの聖マリー学園日本校への編入学に猛反対していたが、妻・杏子の説得によりしぶしぶながら許可した。いちごから贈られたバレンタインチョコレートに感激して泣く。チームいちごのグランプリ本選への出場決定後、いちごのパリ出発に難色を示していたが、当時のレシピを再現したいちごの成長とヒカルの「早く子離れしろ」との助言もあって留学同意書にサインをする。
天野 杏子（あまの きょうこ）
声 - 世戸さおり
いちごの母親。ピアノ教室の先生。なつめに付きっ切りでかまってやれなかったいちごが夢を見つけたことを喜び、いちごの聖マリー学園日本校への編入学の後押しをした。いちごがくじけそうになった時、一家で思い出の祖母の店を訪れ、いちごにこれまでの努力が無駄でないこと、くじけても立ち上がればいいことを教える。
天野 なつめ（あまの なつめ）
声 - 水野マリコ
いちごの妹で小学6年生。12歳。ピアノ教室の東音学園（とうおんがくえん）に通っている。頭脳明晰な上、何をやらせても上達が早く、過去に絵画コンクール金賞、ピアノコンクール2位、書道大会特選をそれぞれ獲得している。アニメではピアノコンクールの演奏前に過度の緊張により指が動かないのを見かねた姉のいちごの勇気付けの応援により、緊張が解け「月光」を演奏しコンクールに優勝した。姉のいちごと比べると要領がよく、「何の取柄もない」姉・いちごにとってコンプレックスの原因の1つにもなっていた。
天野 みちこ（あまの みちこ）
声 - 久保田民絵
アニメにのみ登場するいちごの祖母。原作でも初期設定の時点では登場する予定になっていたが、連載時には登場しないことになった。若い頃にパリの聖マリー学園へ留学して技術を磨いた腕利きのパティシエールだったが、2年前に逝去。生前は田舎の小さな町で手作りケーキ屋 (Fraise des bois) を経営しており、現在その店はいちごの伯父のヒカル（声：茂木たかまさ）が後を継いでいる。いちごは、幼い頃祖母に作ってもらったいちごタルトの美味しさが忘れられず、その味を再現できるようになることが目標としていた。その遺品であるレシピの書かれた手帳は伯父からいちごへ託されたが、いちごタルトのレシピは他の場所で見つけることとなる。

#### 樫野家
樫野 真一朗（かしの しんいちろう）
真の祖父。性格は温厚。真が医師になってくれるのを望んでいるが、パティシエになることを強く望んだことについて、他の家族と違い特に反対はしなかった。
アニメでは未登場。
樫野 修（かしの おさむ）
真の叔父。ショコラティエ。現在はパリにいる。真の良き理解者。原作では麗の兄。アニメ（18話）では婿養子で映像のみ後姿で登場した。
樫野 真一（かしの しんいち）
真の父。樫野総合病院の医院長。病院のあとを継がせるため、息子である真がパティシエになることに強く反対している。
樫野 麗（かしの れい）
声 - 片貝薫
真の母。原作では修の妹。樫野総合病院の総合診療科の医師。真のパティシエを目指すという目標に対し「下らない」と考えており、尋ねてきたいちごには、真に「パティシエになる夢を捨て、樫野家に戻るよう」伝言しており認める気がない。
樫野 雅（かしの みやび）
声 - 名塚佳織
アニメオリジナルキャラ。真の姉。真のお仕置きに彼を縄で縛り、擽るという方法を使うほどのドS。医者ではなくパティシエを目指す真を退学させようとするが、チームいちごが心を込めて作ったオペラケーキの優しく懐かしい味に心を動かされ、真がパティシエになることを認めた。いちごとは、自らはさらに医者として成長することと、村岡との結婚を両親から許しを貰えるよう頑張ることを、いちごは腕を磨き、その際にはお祝いのウエディングケーキを作るという約束を交わした。パリでの本選出場前日、両親の代わりに真の留学同意書にサインし彼を気持ちよく送り出した。真に対する仕打ちに関しては幼い頃に仲がよかったことに対する裏返しであり、寂しさを紛らわすためと明かし、SPプロフェッショナルでは村岡との関係を親に認めさせることに成功している。
村岡（むらおか）
声 - 遠藤大輔
樫野家で働くボディガード。いちごの熱意に負け、邸内に迎え入れた。その後、雅とは結婚を前提とした交際を続けている。

#### 安堂家
全員「数」に関わるネーミングを施されている。
安堂 万吉（あんどう まんきち）
声 - 丸山詠二
千乃介の祖父。和菓子屋「夢月」の店主。先代のやり方「秘伝」を守って基本に忠実に、食べてくれる人に喜んでもらうため気持ちを込めて和菓子を作っている。
千乃介の父親
アニメでは映像のみ登場。性格は穏やかで無口。千乃介がまだ幼い頃に樫野の誕生日パーティーで初めて食べたケーキが忘れられず、ケーキを作って欲しいと駄々を捏ね困らせていたが、結局千乃介自身が独自のロールケーキを作り出した。この一件で千乃介が和と洋両方の菓子を作る切っ掛けとなった。
安堂 万佐代（あんどう まさよ）
声 - 咲乃藍里
千乃介の母親。
安堂 一太（あんどう いちた）
声 - 平井理子
千乃介の弟。千乃介を「千にぃ」と呼ぶ。いちごは「ケーキブタ」（後に「いちご」と呼ぶようになった）、真は「マー坊豆腐」、花房は「ナル男」とあだ名で呼んでいる。ホウレン草が苦手。ケーキを毛嫌いし、ケーキに関係する天野いちごや兄の千乃介を敵視していたが、それは兄が「ケーキに走り和菓子を捨てた」との思いこみと、千乃介に対する寂しさの裏返しだった。いちごの仲立ちによって千乃介の和菓子と洋菓子に対する気持ちの思いを知り、元通り千乃介を慕うようになる。アニメでは彼がメインのオリジナルエピソードも多い。
安堂 百絵（あんどう ももえ）
声 - 江里夏
千乃介の妹で、人懐こく甘えん坊。特に樫野に懐いている。その下に千世（ちよ）と万里（まり）の双子の妹がいる。

### ぴよぴよ幼稚園
レイコ先生
声 - 高垣彩陽
ぴよぴよ幼稚園の先生。
小泉 りんご（こいずみ りんご）
声 - 小倉唯
かなこの妹。青森から転入してきたことによる不安によって消極的になっていたが、いちごの作った誕生日ケーキ（魔女の家のりんごちゃん）を切っ掛けに、他の園児たちともいっきに打ち解けることができた。リンゴと生クリームが一杯のケーキが好物。
ひろ
声 - 下釜千昌
ぴよぴよ幼稚園の園児。Bグループからヒーロケーキをプレゼントされる。悪ガキ3人の大将で、親友の悪ガキと供にいちごのスカートを捲ったりした。いちごに「イチゴパンツ」、小泉かなこの妹のりんごに「りんごほっぺ」というあだ名を付けた。
あゆ
ぴよぴよ幼稚園の園児。Bグループから誕生日ケーキ（雪の日の幼稚園）をプレゼントされる。青森から転入してきたことによる不安によって消極的になっていたりんごを最初は受け入れようとしなかったが、いちごの作ったケーキとりんご本人の好意で打ち解け、マジパンの人形を交換して友達になった。
真由（まゆ） / 瞳（ひとみ）
ぴよぴよ幼稚園の園児。真由ちゃんはAグループからプリンセスケーキをプレゼントされる。瞳ちゃんはCグループからサクランボケーキをプレゼントされる。

### その他の登場人物（日本）
たかちゃん / みよちゃん / ?ちゃん
アニメではいちごの回想シーンのみ登場。前の学園でのいちごの3人の親友たち。聖マリー学園に転校してからは疎遠になっている。
マリー・リュカス
フランスの著名なケーキ店・マリーレーヌの創業者。スイーツ王国の女王とは旧知の中で、親友同士だった。番外編では死後に幽霊としてハロウィンに現世へ戻って来たが、聖マリー学園が懐かしくなって見回っている内にクリスマスを迎えてしまい、聖マリー学園の庭で迷子になったいちごとバニラの前に現れ、マリーレーヌのケーキを与えた。また、幽霊の状態では若い頃の姿になることができ、若い女性の姿で現れていた。その後は2人にアドバイスを与えて去って行った。
坂口 洋輔（さかぐち ようすけ）
声 - 矢部雅史
アニメにのみ登場。ニューヨークジャズバンドの「マイルズジャネットクインテット」の元メンバー。7年前に何も継げず黙って恋人のマリコ（声：中村知子）を置いてニューヨークへ渡るが、マリコのことを忘れることができず再会を考えていて中々踏み出せないでいた。そんな折、いちごたちと出会い、いちごたちの活躍により7年振りにマリコと再会を果たすと共に、いちごたちからは2人の再会と祝福を込めてクロカンブッシュのクリスマスケーキをプレゼントをされた。樫野は彼の熱烈な大ファンである。
アメリ
声 - 廣田詩夢
アニメにのみ登場。サーカス団の花形スター。フランス出身。人参が苦手。いちごと一太がサーカス内で迷子になっている時に出会い、友達になった。
ミレーヌ
声 - 中道美穂子
アニメにのみ登場。アメリの母。フランス出身。サーカス団の一人で、主な演目は空中ブランコ。
桜井 亮（さくらい りょう）
小学5年生。11歳。天野なつめと同じくピアノ教室の東音学園（とうおんがくえん）に通っている。原作の番外編では、なつめの初恋の相手として登場し、後に彼はピアノ留学によりアメリカへの旅立っていく。アニメ（28話）ではなつめのライバルとして映像のみ登場。なつめ以上にピアノが上手だったことで、なつめは自信を失うが、姉のいちごやスイーツ王子たちのおかげで自信を取り戻す。
牛島（うしじま）
声 - 魚建
アニメにのみ登場。ニコニコ牧場の主で、総勢852頭の牛たちすべての世話係を受け持っている。牛たちに良い牛乳を出してもらうために、牛たちの食料となる葉の成分などの気配りをいちごたちに教える。その後いちごたちが自分たちが使う材料を作る人々へ感謝を込めたケーキをプレゼントした際、ケーキの美味しさに感激し今後も美味しい牛乳を作るといちごたちに約束した。
羽衣（うい）
クリスマスケーキチャリティーでいちごと出会った少女。いちごに今は亡き母親と同じ味のホットケーキを頼むが、工夫をしても納得してもらえる味にならなかった。その際、天王寺から小麦粉ではなく米粉で作ることをいちごにアドバイスされ味の再現を実現する。その後いちごからそのホットケーキをベースにしたクリスマスケーキをプレゼントされ、喜んだ羽衣はパティシエールになることを約束した。なお、彼女以下の登場人物は総じてアニメでは未登場である。
武藤 理（むとう おさむ）
パートナー：フランボワーズ
誕生日は12月27日。17歳。身長179cm。血液型はAB型。サロン・ド・マリーの店長。黒須にはよくなつかれている。
黒須 護（くろす まもる）
パートナー：ミルク
誕生日は3月3日。17歳。身長185cm。血液型はB型。サロン・ド・マリーのシェフパティシエ。オネェ言葉で喋る。武藤にはよくなついている。
桜木 あゆ（さくらぎ あゆ）
パートナー：名称不明のスイーツ精霊（後ろ姿のみで性別不明）
サロン・ド・マリーの女性店員。優れたスイーツ作りの技術を持つ。樫野が彼女といちごの作ったケーキを見た際、彼女のケーキだけを試食したためいちごがショックを受ける原因となるが、その理由は樫野がいちごに影響されたくなかったためであった。
山根（やまね）
パートナー：名称不明の少年スイーツ精霊
サロン・ド・マリーの女性店員。後輩たちに冷たい印象を受けるが、根は優しい。
柿沢（かきざわ）
サロン・ド・マリーの店員。
神田 隆二（かんだ りゅうじ）
パートナー：ジンジャー
番外編で登場。縁日でスイーツ屋台を開いている青年。聖マリー学園の卒業生ではなく地元の学校出身で、屋台スイーツを研究中にジンジャーと出会った。
ミーナ
番外編で登場。かつて聖マリー学園日本校に留学していた聖マリー学園ルーマニア校の女子生徒。若くして死去し、日本校の裏庭の森に埋葬されたと思われていたが、実は吸血鬼であり、十年に一度眠りから目覚めては森にやって来た生徒たちの血を吸って生きている。コウモリに変身したり、相手の記憶を消すことも可能。吸血鬼だけにニンニクが苦手で、木の杭で心臓を刺されると完全に死んでしまう。また、チャラ男も嫌いであり、実はチョコレートが好物。度胸試しで森にやって来たいちごたちの前に現れて血を吸おうとするが、いちごの作ったチェリーのラム酒漬け入りチョコレートを食べて考えを変え、いちごたちの自分に関する記憶を消して森の中に消えた。
エロール・シャルダン
番外編で登場。人気ファッションブランド社長・ピエール・シャルダンの御曹司。天王寺グループの経営不振に付け込んで麻里と強引に結婚しようとするが失敗した。

### その他の登場人物（フランス・パリ/アメリカ・NY）
ア・ラ・カルトのみの登場人物は、いずれもアニメ未登場である。
ジョルジュ・ベルモント
ア・ラ・カルトに登場。フランスにいくつもデパート店舗を所有するベルモントグループの御曹司。少々わがままな性格。ル・レーヴ・クルールを訪れた際、いちごたちに最高のシュバルツベルダーキルシュトルテを作るよう依頼するが、それは自身の家庭教師・アンナの結婚を祝うためだった。いちごたちの協力もあって自作したキルシュトルテをアンナに渡した。
アンナ
ア・ラ・カルトに登場。ジョルジュの家庭教師。ジョルジュには深い愛情を注いでいる。
エミリア
ア・ラ・カルトに登場。美しさで評判のノヴァリス王国の王女。王女らしくプライドが高い性格。政略結婚させられるのを防ぐべく旅行先のパリで逃亡中に花房に助けられ、シャルロットの偽名を名乗る。花房との触れ合いの中で自分に必要なものに気付き、婚約を取り消した。
クラリス
ア・ラ・カルトに登場。ノヴァリス王国の女王でエミリアの母。
クロエ
ア・ラ・カルトに登場。ポールのマネージャーを務める少女。昔のいちごを上回るドジぶりを発揮する。かつて自身の落としたリボンをポールに拾って貰ったことが切っ掛けでポールに惚れた。ポールに自作のエクレールを渡して自身の気持ちを伝えるべくル・レール・クレーヴのエクレール作り体験に参加するが、レシピの考案中に交通事故に遭う。しかし彼女のレシピを託されたいちごがエクレールを作り、大会の会場にいるポールに渡した。
ベルネ
ア・ラ・カルトに登場。クロエの母。樫野に魅了される。
ポール
ア・ラ・カルトに登場。クロエが想いを寄せる陸上選手。クロエの考案したエクレールに対して素っ気ない態度を取っているように見えたが、実際はクロエの事故のことをコーチから聞いており、大会もクロエのために奮闘していた。
ニコル
ア・ラ・カルトに登場。エトワール小学校に通う毬絵とセルジュの孫で、小学4年生のクォーター。絵が上手で、祖母の影響もあって将来は少女漫画家になるのが夢だが、漫画嫌いの母親からは反対されていた。しかし、いちごたちの尽力によって彼女の夢は毬絵と家族全員に認められた。
毬絵（まりえ）
ア・ラ・カルトに登場。ニコルの祖母で、セルジュの妻。かつては桜の油絵を中心に描く画家として活動していたが、セルジュの死後は思うように絵が描けなくなってしまった。後にいちごたちの作ったノエルケーキを食べてニコルの決意を受け入れ、家族にもそれを認めさせた。
セルジュ
ア・ラ・カルトに登場。ニコルの祖父で、毬絵の夫であるフランス人。1942年に日本で毬絵に出会った。後に死去する。
ニコルの母
ニコルの母親で、セルジュと毬絵の義理の娘。漫画嫌いで、当初はニコルの夢に反対していたが、のちに毬絵がニコルの決意を認めたことにより彼女も同意する。
ジャン（バレエ学校の生徒）
ア・ラ・カルトに登場。バレエ学校の男子生徒で、アリエルのボーイフレンド。ドミニクに目を付けたことでアリエルに誤解を受け、いちごにスイーツ作りを教わるも、アリエルとル・レーヴ・クルールで鉢合わせして真相を知り和解。後にアリエルと共にバレリーナになり、パリオペラ座の花形スターとなる。
アリエル
ア・ラ・カルトに登場。バレエ学校の女子生徒で、ジャン（バレエ学校の生徒）のガールフレンド。いちごに通じるひたむきさの持ち主。ジャンがドミニクに注目したことで冷たくされていると思い、樫野にスイーツ作りを教授して貰う。
ドミニク
ア・ラ・カルトに登場。バレエ学校の女子生徒で、ジャン（バレエ学校の生徒）とアリエルの後輩。バレエの技量が優れており、ジャンに注目される。
アニエス
ア・ラ・カルトに登場。ル・レーヴ・クルールを訪れたカップルの女性。
ルイ
ア・ラ・カルトに登場。いちごがル・レーヴ・クルールで開いているスイーツ作り教室の生徒である少年で、レオンの双子の兄。優しい性格。ジュリエットに好意を抱くが、レオンの反感を買う。しかし、レオンの真意を知って一緒にサッカーをするようになった。
レオン
ア・ラ・カルトに登場。ル・レーヴ・クルールのスイーツ作り教室の生徒。ルイの双子の弟。強気な性格だが、繊細な一面もある。サッカーが大好きで、兄と共にサッカーチーム・サンジェルマンFCに加入しようと約束している。しかし、ルイがジュリエットに付きっきりになってなかなかサッカーができず、自分の気持ちに気付かせようとジュリエットに意地悪をしていた。しかし、ルイの謝罪もあってどうにか仲直りできた。
ジュリエット
ア・ラ・カルトに登場。ル・レーヴ・クルールのスイーツ作り教室の生徒である少女。ルイと仲がいい。
マチルダ（花屋の少女）
ア・ラ・カルトに登場。パリのマルシェにある花屋で働く少女。男勝りな性格の持ち主で、正義感が強い。ミモザハウスという施設で育った孤児で、五年前に別れた弟分のミシェルとの再会を待ち続け、お互いに手紙を送り続けていた。後にいちごの助言を受け、いちごの作ったミモザケーキを持ってミシェルとの再会を果たす。
ミシェル
ア・ラ・カルトに登場。かつてミモザハウスにいた孤児で、自分より背が高く頼りになるマチルダ（花屋の少女）の弟分だった。実はある富豪御曹司を父に持っており、彼の死によって実家に引き取られることとなった。マチルダと別れる際に再会を約束し、五年間互いに手紙を送り続けていた。後にマチルダと再会を果たし、背の高い好青年に成長した姿を見せた。
ブランシュ・モンド
パートナー：タイム（ジョルジュのパートナーであるスイーツ精霊とは別人）
ア・ラ・カルトに登場。安藤の働くホテルのレストランで働く新人パティシエール。日本文化を気に入っている。実家はフランスの菓子店・『パティスリー・ブランシュ』で、そこで家族を手伝っていた経験から菓子作りが得意。パートナーであるスイーツ精霊のタイムと行動を共にしている。後に安藤と交際するようになり、安藤の経営する和洋スイーツ店で働く。
ジャンポール
ア・ラ・カルトに登場。ル・レーヴ・クルールに来た母子連れの息子。
ダヴィ
ア・ラ・カルトに登場。毬絵の愛犬のトイ・プードル。
シュリ
声 - 咲乃藍里（40話）
アンリ・リュカスの秘書。
女性店員
声 - 佐藤亜美菜 (AKB48)（41話）
パリの蜂蜜屋の店員。
アヌーク
声 - 滝沢久美子（41話・42話）
いちごたちの下宿先の大家。夫とともにジェラート屋を経営していたが、彼女にはジェラート作りの技術がなかったため、夫が亡くなったのと同時にジェラート屋を廃業してしまう。
エマ
声 - 宮本菜奈（42話）
アヌークの娘。聖マリー学園出身で、卒業後は一般の会社に就職。
女A / 男B
声 - 水森志寿香（42話） / 声 - 大友直人（42話）
世界ケーキグランプリ第1試合での客人。
ロベール・ブラン
声 - 広瀬正志（43話）
パテスリーブランの店主。いちごと樫野が実習でお世話になる人物。
性格は無愛想だが優しい一面を持ち合わせている。妻のミシェルが亡くなってからは心を閉ざしていたが、いちごのスイーツへの情熱と直向きな思いからその心を序々に開くこととなった。
ミシェル
声 - 天野由梨（43話）
ロベール・ブランの妻。オレンジを使ったスイーツが得意。
すでに亡くなっており、回想のみの登場となる。
シェフ
声 - 中田隼人（43話）
パテスリーノアールの入っているホテルのシェフ。安堂と花房が実習でお世話になる人物。
フロアマネージャー
声 - 野引香里（43話）
パテスリーノアールの入っているホテルのフロアマネージャー。
見習いシェフA
声 - 小林翔平（43話）
パテスリーノアールのホテルの見習いシェフ。
サラ
声 - 高垣彩陽
SPプロフェッショナル58話に登場。NY・マンハッタンにある麻里のショップのスタッフ。客が来ないという理由や麻里との意見の相違からやる気を喪失しており、勤務態度が悪く、客とのトラブルが絶えない。サラ自身、気が強い麻理のことを快く思っておらず、うまく回っていない店の状況もあり、売り言葉に買い言葉という形で店を去った。
リンダ・パーカー
声 - 井口裕香
SPプロフェッショナルに登場するブロードウェイのダンサー。ミュージカルのオーディションに落ち、心が沈んでいた時に偶然麻里のショップを見つける。一目で気に入るが、その雰囲気から入店には躊躇し、店の前を事あるごとに覗くだけだった。店の売り上げ減少により苦悩していた麻里に、発想の転換の切っ掛けを作った人物でもある。店舗のリニューアル後には、仲間と共に忙しくなった店にバイトとして入った。

### スイーツ精霊（スピリッツ）
精霊界にある「スイーツ王国」の宮廷パティシエになるために人間界へ修行にやって来ている精霊。ある程度の年齢まで成長すると背中に羽根が生え、飛行が可能になる。また、羽根は収納可能で、その状態で飛行することも可能。スイーツ精霊に選ばれて付いた人間のみが見ることができる。原作では、主に小柄な体格でスイーツを作る技術に長けた卵から生まれるスイーツ精霊族と、人間と同じ体格で人間界では人間の姿になれる王族によって構成されている。アニメではモンキーのような獣人タイプの種族も存在した。
魔法アイテムである金のスプーンやフォークなどでスイーツを美味しく仕上げ、飾り付けを華やかに演出したりする「スイーツマジック」を使える（アニメ版の40話にて、スピリッツの使用するアイテムがストーリー上の都合で全て「スプーン」に差し替えられた）。スイーツ以外にも店やコスチュームのデザインを変えることや人間を精霊と同じサイズに変えることなどが可能だが、スイーツ王国以外の場所へのワープや特殊な魔法は使えないなど使用目的が限られている。なお、原作では人間でも魔法アイテムを使えばスイーツマジックを使用できたり、魔法アイテムが故障して魔法が暴発すると持ち主の精霊が人間大の大きさになるなどの描写があった。また、精霊界と通信可能な魔法アイテムは電波状況が悪いと通信不可能となる。
原作の終盤では全員スイーツ王国に強制送還させられたが、再結成されたチームいちごの尽力で再び日本に派遣された。

#### チームいちごの精霊
バニラ
声 - 竹達彩奈
パートナー：天野いちご
得意分野：バニラを使ったスイーツ
魔法アイテム：金のスプーン
精霊側の主人公。スイーツを上手に作れるようになりたいといういちごの強い思いを聞き、パートナーとなることを決める。
見た目の可愛らしさと異なり、レッスンでは非常に厳しい顔を見せる。甘い物が大好きな性格をしており、チョコレートを食べ過ぎると大量に鼻血を出すことがある。魔法アイテムは精霊界との通信機能を備えている。
ショコラたちとは同期でありながらも、修行に出されてから1年もパートナーに巡り会えていなかったことから、ショコラから「落ちこぼれ」と見下されている。原作では最終的に宮廷パティシエとなる。
字幕放送の色は緑色。
ショコラ
声 - 山岡ゆり
パートナー：樫野真
得意分野：チョコレート全般に長ける
魔法アイテム：金のフォーク
真と同様に冷酷かつ高飛車な性格だが、根は優しく結構怖がりである。バニラとは折り合いが悪く、彼女から（樫野込みで）「気取り屋ペア」と罵倒されている。実は真からは完全に信頼されてはおらず、それでも自分の意志で付いていこうとしている50-50の間柄。樫野とは彼が聖マリー学園入学当初に出会い、1年以上もの付き合いとなっている（同時期にキャラメルとカフェも安堂・花房と出会っている）。魔法アイテムには写メ機能が付いている。語尾に「ですの」および「ですわ」と付けることが多い。縄跳びが苦手。原作ではバニラ同様、彼女も後に宮廷パティシエになる。
キャラメル
声 - 飯野茉優
パートナー：安堂 千乃介
得意分野：キャラメル系スイーツ
魔法アイテム：金のスプーン
天然でおっとりしており、泣き虫で方向音痴。
かなりの甘党で甘い物好き。喧嘩や争い事を好まず、バニラとショコラの喧嘩の際はいつも彼女が仲裁役に回る。普段の言動は幼げで頼りないが、レシピのレクチャー時には的確な指示を出す。「伸ばす口調」が特徴的で、語尾に「ですー」と付けることが多い。チームいちごの精霊の中では最年長者。
カフェ
声 - 三澤紗千香
パートナー：花房五月
得意分野：コーヒーを使ったスイーツ
魔法アイテム：金のスプーン
4人の精霊の中では唯一の男の子。冷静で落ち着いた性格だが、実は泣き虫である。その容姿から他の3人とひとまとめに女の子扱いされることもあり、反面、男性であることを理由に貧乏くじを引くこともある。
ミント
声 - 小倉唯
パートナー：山岸れもん
得意分野：ミントを使ったスイーツ
魔法アイテム：金のスプーン
アニメのみ登場。初心を取り戻したれもんが気に入り付いていく（40話）。
いちごとバニラに憧れ、バニラを「バニラ先輩」と呼んでいる。SPプロフェッショナルではチームいちごの精霊の新メンバーとなる。語尾に「でし」と付けることが多い。最終話にて、150歳であることが公表された。
メイズ
声 - 茅原実里
パートナー：ジョニー・マクビール
得意分野：焼き菓子全般に長ける
魔法アイテム：金のロッド
SPプロフェッショナルのみ登場。礼儀に厳しく、特にジョニーが女性に対し失礼や無礼を働くと一喝をする。また一度怒らせると魔法アイテムから炎が吹き出し、相手を黒焦げにしてしまう。英語風の訛りがあり、語尾に「ディス」と付けることが多い。四文字熟語や日本の諺・慣用句を好んで使うが、多くはどこかが間違っており、周りが突っ込みを入れている。

#### チーム天王寺の精霊
ハニー
声 - 喜多村英梨
パートナー：天王寺麻里
得意分野：蜂蜜を使ったスイーツ
魔法アイテム：金のハニーディッパー。
その気品と実力からバニラを含むスイーツ精霊たちの憧れの的となっている。天王寺と同様、傲ることをしない広い心の持ち主。カッシーからは「ハチミツブタ」と罵倒されている。
アマンド
パートナー：海堂留衣
得意分野：マカロン全般に長ける
魔法アイテム：金の串
原作とアニメでは性格や設定が異なっている。原作ではバニラたちから「マカロンの魔術師」「精霊界の水嶋ヒロ」などと称され、ハニーと同様にスイーツ精霊たちの憧れの的になっている。一方アニメではチームが勝つために姑息な手を使い、バニラたちを邪魔するが自身のドジにより湖に落ち、ハニーにも叱責される。なおカナヅチで泳げない。
シュガー
パートナー：冴木亮
得意分野：飴全般に長ける
魔法アイテム：金のスプーン
シナモン
パートナー：滝川玲二
得意分野：シナモンを使ったスイーツ
魔法アイテム：金の盛箸

#### チーム夏希の精霊
オランジュ（オレンジ）
パートナー：新垣夏希
得意分野：フルーツ全般に長ける
魔法アイテム：金のデザートフォーク
13話(映像のみ)、33話に登場。
ピーチ
パートナー：知念美果
得意分野：桃やフルーツを使ったスイーツ
魔法アイテム：金のデザートフォーク
13話(映像のみ)、33話に登場。
チェリー
パートナー：上原エミ
得意分野：フルーツやチェリーを使ったスイーツ
魔法アイテム：金のデザートフォーク
13話(映像のみ)、33話に登場。
ブラックチェリー
パートナー：上原リナ
得意分野：フルーツやチェリーを使ったスイーツ
魔法アイテム：金のデザートフォーク
13話(映像のみ)、33話に登場。

#### チームリカルドの精霊
バジル
声 - 杉田智和
パートナー：リカルド・ベニネ（リック）
アニメのみ登場（40話）。4人の精霊の中では唯一の男の子。冷静で礼儀正しい性格。容姿は公爵風。
ミント
詳しくはチームいちごの精霊の項目を参照。
エストラゴン（タラゴン）
声 - 石原夏織
パートナー：クララ・ハント
アニメのみ登場（40話）。姉御肌で男勝りの性格。プチ眼鏡を掛けている。一人称は「あたい」。
ローリエ
パートナー：エリザベス
アニメのみ登場（40話）。おしとやかな性格。

#### その他のチーム・個人パートナーの精霊
マロン
声 - 矢作紗友里
パートナー：小城美夜
得意分野：モンブラン、栗を使ったスイーツ
魔法アイテム：金のフォーク
特技は高速モンブラン絞り。当初人間界には興味すらなかったが、気晴らしに聖マリー学園を訪れた際、ケーキグランプリ対決を見て美夜に興味を持った。その後カッシーたちと共に人間界に訪れ、美夜のエグイほどの執着心と行動力を気に入り美夜のパートナーになる。
人間界に3人まで連れて行ける「ライセンス」の所持者。
サレ
パートナー：杉野一彦
得意分野：飴細工を使ったスイーツ
魔法アイテム：金のスプーン
なお、彼以下のスイーツ精霊はアニメ未登場。
バター
パートナー：高城
得意分野：バターを使ったスイーツ
魔法アイテム：金のバターナイフ（バタースプレータ）
フランボワーズ
パートナー：武藤理
ミルク
パートナー：黒須護
ジンジャー
パートナー：神田隆二
隆二のパートナーであるスイーツ精霊。ねじり鉢巻きに半被姿をしており、お祭りが大好き。聖マリー学園日本校を離れてあちこちを散策中に隆二と出会った。
シャンティ
パートナー：ジュリ（ジュリアン）
宮廷関係者を参照。
ベルガモット
パートナー：不明
バニラのボーイフレンドであるスイーツ精霊。現在はフランス校にいる。
フロマージュ
パートナー：マチルダ
ペパー
パートナー：ジャン
タイム
パートナー：ジョルジュ
コアントロー
パートナー：カミュ
タイム（ブランシュのパートナー）
パートナー：ブランシュ・モンド
ア・ラ・カルトに登場。ブランシュのパートナーであるスイーツ精霊で、ジョルジュのパートナーのスイーツ精霊とは同名の別人。燕尾服を着用し、眼鏡をかけている。キャラメルを見て一目惚れし、安藤・ブランシュと共に自分を紹介するためのサプライズパーティーの計画を立てるが、それを安藤が結婚するとキャラメルに誤解されてしまう。しかし、偶然キャラメルと出会い、自分の思いを彼女に伝えることができた。

#### ジャーク団
カッシー
声 - 岡本信彦
得意分野：チョコレートを使ったスイーツ
魔法アイテム：木のスプーン / 金のスプーン
アニメにのみ登場。ジャーク団のリーダー。実家は農園。外見や性格は樫野とほぼ同じで、名乗り口上は「チョコレートのことなら天下一。テンパリングキング・カッシー!」。アンディー・ナルシーと3人で「ジャーク団」を名乗っており、たびたびスイーツ王国の住人たちにイタズラを仕掛けている。ハニーは「蜂蜜ブタ」というあだ名で呼んでいる。コンテストで宮廷パティシエのレシピを独断で盗み出し優勝したが、そのことが女王に発覚し、その際、連帯責任としてチーム3人の金のスプーンが取り上げられた。独断による不正行為に何も知らないアンディーとナルシーを巻き込んだことを後悔していたが、後にスイーツ祭りで、3人が作りあげたクッキーが女王に認められ、3人ともに再び金のスプーンを手にしている。
アンディー
声 - 浜添伸也
得意分野：あんこを使ったスイーツ
魔法アイテム：木のスプーン / 金のスプーン
アニメにのみ登場。名乗り口上は「あんこを練らせれば王国一番。ネルネル・アンディー!」。外見や性格は安堂とほぼ同じ様子。
ナルシー
声 - 代永翼
得意分野：アメ細工を使ったスイーツ
魔法アイテム：木のスプーン / 金のスプーン
アニメにのみ登場。外見や女の子好きな所は花房と変わらない。バラを咥えている。名乗り口上は「僕の飴細工ですべての女の子のハートを射止めちゃうよ。バラの伯爵・ナルシーだよ」。

#### スイーツ王国関係者

##### 宮廷関係者
スイーツ王国の女王
声 - 井上喜久子
精霊界を統べるスイーツ王国の女王。名はマリー・レーヌ。
マリー・リュカスとは王女時代からの旧知の仲で、女王自身は2人の友情の証として、ある一定の年齢のスイーツ精霊を宮廷パティシエの修行として人間界に送り、パティシエを目指す学生を助け一緒にスイーツの修行をさせることにした。パートナーの人間と一緒に作ったスイーツはレシピカードとしてスイーツ精霊の女王に送ることになっており、送られたレシピカードは女王の手によりレシピブックに収められる。レシピの出来は評価に影響し、失敗したレシピなどは成績を下げることになる他、大変出来の良いレシピは評価され黄金色の「キラカード」としてレシピブックに収められる。スイーツ精霊が人間界に行く時、人間をスイーツ王国に招く時には女王の許可が必要となる。後に人間界のスイーツ精霊たちの強制送還の際にはいちごたちの尽力を見て考えを変え、精霊たちの人間界への再派遣を認めた。
アニメではスイーツ精霊が人間にテストの手順を教えることを禁じている（ただしパリ本校では出場者全員に精霊が付く上に参加者の技量もそれ相応の高いレベルに達しているため、本選出場者の精霊には例外的に許可して参戦させている）。
ジュリアン
女王の息子で、スイーツ王国の王子。本来の姿は長髪の美少年で、セミロングの髪型をした人間の姿になることができるが、その状態で魔法を使うと元の姿に戻ってしまう。当初はジュリと名乗って聖マリー学園日本校の留学生としてサロン・ド・マリーを訪れた。いちごに想いを寄せている。幼少期は体が弱く、精霊たちを友達として育ってきた。人間界にいるスイーツ精霊たちが強制送還された際、いちごたちの尽力に感銘を受け、優秀な者しか人間界に送らないような法律を一掃した。シャンティ・アラザン共々アニメでは未登場。
シャンティ
ジュリアンの侍女を務めるスイーツ精霊。ジュリアンに対して強い忠誠心を持ち、怒ると暴走してスイーツマジックで大暴れする。人間界でのジュリアンのパートナーも務める。
アラザン
スイーツ王国の大臣。聖マリー学園パリ本校の理事も務めている。彼も人間の姿になることが可能。スイーツマジックでスイーツ精霊を精霊界に転送できる。ここ10年間でスイーツ精霊たちの王宮パティシエ合格率が低迷していたため、それを改善しようと精霊たちが人間界に修行に行くことができる基準を再定義した。しかし、いちごたちの尽力を受けた女王が精霊たちの再派遣を決めたことによって渋々承諾した。
ダバロン
声 - 石井康嗣
アニメにのみ登場（27話、57話）。女王に仕える精霊で、試験官を務める。性格は厳格。
バニラたち4人のレシピカードが少なかったことでスイーツ王国に呼び戻し、追試として女王の大観記念日にスイーツオブジェを作り、テーマとして「サプライズスイーツ」を盛り込むことを4人に言い渡す。そして4人が作る女王を形どったスイーツオブジェで女王から「キラカード」を獲得したことで感激し、バニラたちの追試の合格を認めた。SPプロフェッショナルでは3人の試験官のリーダーを務める。カッシーたちのパティシエ試験での試食審査にて、「スイートポテト」に対しスイーツ王国のテーマに離れることに疑問を持ち悩むが、最終的にスイーツ王国の女王に味の審査を委ねることとなった。
マジョラム（老婆）
声 - 片貝薫
魔法アイテム：金のスプーン
アニメにのみ登場（13・46話）。宮廷パティシエ博物館の先代の館長。
スイーツ王国の深い森の中で、いちごに祖母である天野みちこの遺品である古い銀のスプーンを渡した謎の老婆。その銀のスプーンは天野みちこの遺品であるレシピ手帳の鍵だった。
天野みちこが、孫のいちごがレシピを探しに来たらパティシエールとして成長しているか試してほしいと託した相手であり、そのテストをクリアしたいちごはレシピを手にすることになったが、彼女はまだその内容を読んでいない。
女館長
声 - 大原さやか
アニメにのみ登場（46話）。宮廷パティシエ博物館の館長。

##### 宮廷関係者（その他）
メープル
番外編で登場。宮廷パティシエ見習いの少女。スイーツ王国の女王が食べるクリスマスケーキを作るため、シトロンと共に人間界にやって来たスイーツ精霊。クリスマスイブに大雪の影響で帰省できず、バニラの残したスプーンでスイーツマジックを使ってスイーツ精霊と同じサイズになってしまったいちごの前に現れ、一緒にブッシュ・ド・ノエルを作った。アニメでは未登場。
シトロン
番外編で登場。メープルと共に人間界にやって来た宮廷パティシエ見習いの少女。スイーツ精霊サイズになったいちごと一緒にブッシュ・ド・ノエルを作った。その後、いちごの「みんなと一緒にクリスマスケーキを作る」という願いを聞き入れた。アニメでは未登場。
カカオ
ア・ラ・カルトに登場。宮廷パティシエ見習いの少年で、ショコラの同僚。ショコラとは喧嘩しつつも名コンビぶりを発揮している。アニメには未登場。
宮廷パティシエ男 / 宮廷パティシエ女
声 - 阿蘇真人 / 声 - 茶乃
アニメにのみ登場（40話）。アンリ・リュカスとは知り合い。
パティシエA
声 - 佐藤健輔
アニメにのみ登場（27話）。バニラに追試の調理場を教えた。
司会者
声 - 稲村透
アニメにのみ登場（27話）。女王の大観記念日の司会進行を務めた。
警備員A / B / C
声 - 高橋伸也 / 声 - 青木俊憲 / 声 - 菰田晃生
アニメにのみ登場（46話）。宮廷パティシエ博物館の警備員。

##### スイーツ王国の住人
ベジターシャ
声 - 佐藤しのぶ
アニメ2期に登場。カッシーの母親。農業を営んでいる。息子のカッシーが農業を継いでくれることを願っているが、無理強いをするつもりは無い。カッシーたちのパティシエ試験を影から見守った。バウムの森の主にいちごたちの手作りパウンドケーキを食べるように説得した人物でもある。
森の主
声 - 杉野博臣
アニメ2期に登場。バウムの森に住む老人で、美食家でもある。猿並みに動きが素早い。
バウムの森を食い散らかした犯人をジャーク団と決め付け、聞く耳ももたなかったが、いちごたちの手作りパウンドケーキを食したことで初めての味に感動し、ジャーク団の誤解は解けた。その後ジョニーによって一連の事件の真犯人が孫のポンディーだったことが判明する。ベジターシャとは知り合いらしい。容姿は白と茶系のモンキー。
ポンディー
アニメ2期に登場。森の主の孫。森の主におやつを制限されたことで、バウムの森を食い散らかしていた。後に森を散歩していたジョニーに偶然見つかり森の主の元へと返された。容姿はピンク系のモンキー。
エッグロビッチ
声 - 中博史
アニメ2期に登場。子供を求めるスイーツ精霊の夫婦が子となる卵を授かるため、1週間無人島で祈り続ける儀式を執り行うための場所・「玉子の里（たまごのさと）」の館長。スイーツ王国の玉子の生産者でもある。

## タイアップ企画
2008年、コナミとのタイアップ企画第1弾が、「スイーツデコカード」というトレーディングカードの一種であることが、『りぼん』2008年11月号で発表され、同年11月27日に「夢色パティシエール マイスイーツカード」として発売が開始された。
2009年4月7日から6月30日まで、毎週火曜日にテレビ東京系列および、関西地方の独立UHF局の一部で放送されている『おはスタ』のスーパーライブのコーナーで本作の連動企画が放送され、CGアニメのいちごとバニラが登場した。本作初のアニメ映像化である。
2009年10月にはテレビアニメ化を記念し、パティスリー・サダハル・アオキ・パリ伊勢丹新宿店とコラボレート。オーナーシェフである青木定治がテレビアニメで監修を務めたことによるものであり、コラボレーションケーキが販売された。
よみうりテレビのアニメ第10話（2009年12月6日放送分）から第22話（2010年3月7日放送分）までスポンサーのひとつで江崎グリコの子会社であるグリコ乳業が発売する「プッチンプリン」とアニメーションがコラボレーションしたCMが番組内で放送されていた。
2010年5月7日から27日まで、日本マクドナルドが販売するハッピーセットに、オリジナルのマイスイーツカードが付属した。同商品のCMにはマクドナルドの制服を着たいちごとバニラが登場した。

## 書誌情報

### 単行本
- 松本夏実『夢色パティシエール』集英社〈りぼんマスコットコミックス〉、全12巻
  1. 2008年12月15日発売[15]、ISBN 978-4-08-856860-7
  2. 2009年4月15日発売[16]、ISBN 978-4-08-856882-9
  3. 2009年9月15日発売[17]、ISBN 978-4-08-867010-2
  4. 2009年11月13日発売[18]、ISBN 978-4-08-867020-1
  5. 2010年2月4日発売[19]、ISBN 978-4-08-867036-2
  6. 2010年5月14日発売[20]、ISBN 978-4-08-867053-9
  7. 2010年8月12日発売[21]、ISBN 978-4-08-867069-0
  8. 2010年12月15日発売[22]、ISBN 978-4-08-867088-1
  9. 2011年5月13日発売[23]、ISBN 978-4-08-867119-2
  10. 2011年10月14日発売[24]、ISBN 978-4-08-867145-1
  11. 2013年3月15日発売[25]、ISBN 978-4-08-867258-8
  12. 2013年9月13日発売[26]、ISBN 978-4-08-867291-5

### 関連書籍
- 『夢色パティシエール スペシャルレシピブック 親子で作るはじめてのスイーツ』（青木定治監修、集英社ムック りぼん特別編集、2009年12月1日発売、ISBN 978-4-08-102082-9）

## テレビアニメ
テレビアニメが2009年10月4日から2010年9月26日まで読売テレビ制作、日本テレビ系列（NNS29局）で毎週日曜7時00分より放送された。2010年10月3日から12月26日までは第2期として『夢色パティシエール SPプロフェッショナル』（ゆめいろパティシエール スペシャルプロフェッショナル）に改題されて放送された。
なお、2010年1月3日は箱根駅伝中継放送のため、同年8月29日は24時間テレビ33放送のため、本番組は放送を休止した。その一方で2011年3月20日には、『べるぜバブ』放送自粛と休止に伴う代替番組として本作の第2話の再放送が行われた。
社団法人日本洋菓子協会連合会と現役のパティシエである青木定治の協力を得ている。
アニメオリジナルのキャラクターが多数登場したり、ケーキグランプリ戦において3回戦でのハロウィン祭が削除されるなどの原作からの変更点も多い。また、原作での失敗は天野いちごに集中していたが、アニメでは失敗する登場人物がある程度分散された。
テレビ未放送のエピソード『夢色パティシエール 胸キュン♥トロピカルアイランド!』が2010年りぼん夏のイベント「夏ドキッ★りぼんっ子パーティー55」にて上映された。
2021年8月、本作のテレビアニメの韓国版の主題歌に合わせたダンス動画がTikTokにて流行し、話題となった。

### スタッフ
- 原作 - 松本夏実（集英社『りぼん』連載）[8]
- 監修 - 青木定治[14]
- 協力 - 社団法人 日本洋菓子協会連合会
- 監督 - 鈴木行[8]
- シリーズ構成 - 山田隆司[8]
- キャラクターデザイン - 秋山由樹子[8]
- 総作画監督 - 秋山由樹子（第1期）、山形孝二（第2期）
- 美術監督 - 根本邦明
- 色彩設計 - 小杉麻菜美
- 撮影監督 - 美濃部朋子
- 編集 - 坂本雅紀
- 音響監督 - たなかかずや
- 効果 - 高木英江
- 音楽プロデューサー - 八木仁、澁谷知子
- 音楽 - 大橋恵
- 制作 - スタジオぴえろ[8]
- アニメーション制作 - スタジオ雲雀
- アニメーションプロデューサー - 吉田大樹
- チーフプロデューサー - 大熊保幸、東山敦
- プロデューサー - 永井幸治、遠藤道子→古川慎、高見正人
- 製作 - 夢色パティシエール製作委員会（読売テレビ・集英社・電通・ぴえろ）
- 撮影協力 - 青木定治の店のパティシエール 青木定治、渡邉恭子（パティスリー・サダハル・アオキ・パリ 六本木店のパティシエール）、渡辺おさむ（現代美術作家）

### 主題歌
第1期
オープニングテーマ「夢にエール!パティシエール♪」
作詞 - 青木久美子 / 作曲・編曲 - 渡部チェル / 歌 - 五條真由美 / プロデュース - 青木定治（コロムビアミュージックエンタテインメント）
エンディングテーマ「いちごのミラクルール」
作詞 - 青木久美子 / 作曲 - 吉野ユウヤ / 編曲 - 神津裕之 / 歌 - 杉原由規奈 / プロデュース - 青木定治（コロムビアミュージックエンタテインメント）
第2期
オープニングテーマ「Sweet Romance」
作詞 - 藤林聖子 / 作曲 - 岩崎貴文 / 編曲 - 新井理生 / 歌 - 五條真由美（日本コロムビア）
エンディングテーマ「HOME MADE HAPPY」
作詞 - 青木久美子 / 作曲 - 坂部剛 / 編曲 - DY-T / 歌 - プリマベーラ（日本コロムビア）

### 各話リスト
各話タイトル冒頭の「recette」（ルセット）はレシピを意味するフランス語。

### DVD
松竹から発売。

### 日本国内での放送
| 放送局                                | 放送期間                       | 放送日時         |
| ------------------------------------- | ------------------------------ | ---------------- |
| 読売テレビ・日本テレビ系列（NNS）29局 | 2009年10月4日 - 2010年12月26日 | 日曜 7:00 - 7:30 |

| 読売テレビ制作・日本テレビ系列 日曜 7:00 - 7:30 | 読売テレビ制作・日本テレビ系列 日曜 7:00 - 7:30                                                                            | 読売テレビ制作・日本テレビ系列 日曜 7:00 - 7:30 |
| 前番組                                          | 番組名 | 次番組                                          |
| ----------------------------------------------- | --- | ----------------------------------------------- |
| ヤッターマン （リメイク版）                     | 夢色パティシエール （2009年10月4日 - 2010年9月26日） ↓ 夢色パティシエールSPプロフェッショナル （2010年10月3日 - 12月26日） | べるぜバブ （2011年1月9日 - 2012年3月25日）     |

### 日本国外での放送
香港
2017年9月21日より奇妙電視77にて、『夢幻蛋糕師』(第1期)のタイトルで毎週月曜から金曜の17時30分-18時00分に放送。広東語 放送のみ、繁体字字幕ない。

## ゲーム
夢色パティシエール マイスイーツ☆クッキング
2010年5月27日発売 ニンテンドーDS専用ソフト
ジャンル：お菓子作り体験ゲーム（シミュレーション）
CERO区分：A プレイ人数 1人
発売：コナミデジタルエンタテインメント
- 100種類以上ものレシピが体験出来るスイーツ作成体験シミュレーション。「ハッピーセットオリジナル マイスイーツカード」展開期間中には「マックでDS」にてオリジナルレシピの配信が行われていた。